# Гродековский сельсовет
Гродековский сельсове́т — муниципальное образование со статусом сельского поселения в составе Благовещенского района Амурской области. 
Административный центр — село Гродеково.

## История
21 сентября 2005 года в соответствии с Законом Амурской области № 51-ОЗ муниципальное образование наделено статусом сельского поселения.

## Население
| 2002 | 2010 | 2011 | 2012 | 2013 | 2014 | 2015 |
| ---- | ---- | ---- | ---- | ---- | ---- | ---- |
| 865  | ↗912 | ↗916 | ↘909 | ↗913 | ↘911 | ↗919 |
| 2016 | 2017 | 2018 | 2019 | 2020 | 2021 |      |
| ↘914 | ↗925 | ↘907 | ↘897 | →897 | ↘647 |      |

## Состав сельского поселения
| № | Населённый пункт | Тип населённого пункта       | Население |
| - | ---------------- | ---------------------------- | --------- |
| 1 | Гродеково        | село, административный центр | ↘523      |
| 2 | Заречный         | село                         | ↗151      |
| 3 | Каникурган       | село                         | ↗233      |